# Charles D. Brown
Charles D. Brown (* 1. Juli 1887 in Council Bluffs, Iowa; † 25. November 1948 in Hollywood, Kalifornien) war ein US-amerikanischer Film- und Theaterschauspieler.

## Leben und Karriere
Brown war ein profilierter Bühnenschauspieler, am New Yorker Broadway war er zwischen 1911 und 1937 in insgesamt über 40 Produktionen zu sehen. Er war dabei insbesondere auf Komödien spezialisiert, da er Figuren mit trockenem Humor wunderbar spielen konnte. Ab 1921 kam er zu vereinzelten Auftritten im Stummfilm und später im frühen Tonfilm. Doch erst ab den späten 1930er-Jahren legte er sein Hauptaugenmerk auf das Filmgeschäft.
Der mittlerweile ergraute Brown wurde oft in autoritativen Rollen besetzt – beispielsweise als Richter, Polizeikommissar, Offizier oder Geistlicher. Hin und wieder wurde er aber auch entgegen seinem üblichen Typus als Schurke besetzt. Insbesondere in B-Filmen erhielt er größere Aufgaben, dennoch erhielten längst nicht alle seiner Auftritte einen Credit im Abspann. 1946 wirkte er an zwei Klassikern des Film noirs mit: Als Boxtrainer in Rächer der Unterwelt von Robert Siodmak und als Butler der Familie Sternwood in Howard Hawks’ Tote schlafen fest an der Seite von Humphrey Bogart und Lauren Bacall. Im selben Jahr sprach er außerdem in der winzigen Rolle eines Richters die ersten Worte von Alfred Hitchcocks Thriller Berüchtigt. Sein filmisches Schaffen umfasst insgesamt über 110 Filme, seine letzten Produktionen kamen erst nach seinem Tod in die Kinos.
Brown starb 61-jährig im November 1948 an einer Herzerkrankung. Er hinterließ seine Ehefrau Nellie V. Tallman, mit der er seit 1912 verheiratet war.

## Filmografie (Auswahl)
- 1921: A Man of Stone
- 1929: Artisten (The Dance of Life)
- 1931: Verhängnis eines Tages (24 Hours)
- 1936: Gold Diggers of 1937
- 1938: Schnelle Fäuste (The Crowd Roars)
- 1938: Algiers
- 1938: Mr. Moto und der Wettbetrug (Mr. Moto's Gamble)
- 1938: Engel aus zweiter Hand (The Shopworn Angel)
- 1939: Charlie Chan in Reno
- 1939: Mr. Moto und die geheimnisvolle Insel (Mr. Moto in Danger Island)
- 1939: Musik ist unsere Welt (Babes in Arms)
- 1939: Tanz auf dem Eis (The Ice Follies of 1939)
- 1940: I Take This Woman
- 1940: The Old Swimmin' Hole
- 1940: Land der Gottlosen (Santa Fe Trail)
- 1940: Johnny Apollo
- 1940: Orchid, der Gangsterbruder (Brother Orchid)
- 1940: Der Draufgänger (Boom Town)
- 1940: Früchte des Zorns (The Grapes of Wrath)
- 1941: The Devil Pays Off
- 1941: Tall, Dark and Handsome
- 1942: Schatten am Fenster (Fingers at the Window)
- 1942: Roxie Hart
- 1943: Der kleine Engel (Lost Angel)
- 1943: Harte Burschen – steile Zähne (A Lady Takes Command)
- 1944: Secret Command
- 1944: Alarm im Pazifik (The Fighting Seabees)
- 1944: Follow the Boys
- 1944: Up in Arms
- 1945: Apology for Murder
- 1945: Sunbonnet Sue
- 1946: Die seltsame Liebe der Martha Ivers (The Strange Love of Martha Ivers)
- 1946: Night Editor
- 1946: Tote schlafen fest (The Big Sleep)
- 1946: Rächer der Unterwelt (The Killers)
- 1946: Morgen ist die Ewigkeit (Tomorrow is Forever)
- 1946: Berüchtigt (Notorious)
- 1947: Der Senator war indiskret (The Senator Was Indiscreet)
- 1947: Smash-Up: The Story of a Woman
- 1947: Vierzehn Jahre Sing-Sing (I Walk Alone)
- 1947: Der parfümierte Killer (Railroaded!)
- 1947: Hoppla, hier kommt Merton! (Merton of the Movies)
- 1948: On Our Merry Way
- 1948: Todeszelle Nr. 5 (I Wouldn’t Be In Your Shoes)
- 1949: Tulsa
- 1949: Follow Me Quietly